# Fagerhult Habo IB
Fagerhult Habo IB,  är en innebandyklubb i Habo. Klubben bildades den 19 september 2008 genom en sammanslagning av BIF Fagerhult och Hagaboda SK.
Efter 11 säsonger i allsvenskan, näst högsta serien, lyckades herrlaget säsongen 2018/2019 vinna serien och gå upp i SSL till säsongen 2019/2020. Man lyckades dock inte att hålla sig kvar och spelar nu åter i Allsvenskan Södra. Föreningen har en livlig och stor ungdomsverksamhet med ca 400 spelare.[källa behövs] Föreningen har fostrat många spelare som spelat i flera SSL lag och även i Svenska landslaget, bland annat Daniel Calebsson, Isaac Rosén, Peter Runnestig, Henrik Olofsson och Emil Nilsen. 